# Eva Kuttichová
Eva Kuttichová (* 13. března 1999) je česká podnikatelka a designérka.

## Profesní působení
V roce 2021 spoluzaložila s Michalem Pohludkou a Petrem Štěpánkem český startuo Macromo. Zaměřuje se na prevenci chronických onemocnění prostřednictvím testování genetických predispozic, krevních markerů a sledování životního stylu. Macromo využívá strojové učení, statistiku a vlastní model umělé inteligence k analýze zdravotních dat. Uživatelé mohou do aplikace nahrávat různé laboratorní výsledky, včetně konkurenčních DNA testů či krevních rozborů, což umožňuje komplexní pohled na jejich zdravotní stav. V roce 2025 získal většinový podíl ve startupu investiční fond TCF Capital zakladatele Rohlíku Tomáše Čupra.

## Knihy
Věnuje se publikační činnosti v oblasti produktového designu. Mezi její knihy patří:
- Screen Product Design Guidelines, 2022

## Ocenění
- V roce 2023 vyhrála 1. místo v Lead Today Shape Tomorrow pořádaném ve Vídni v kategorii Pre-seed.[6]

- V roce 2023 vyhrála 4. místo v She Loves Tech pořádaném v Singapuru.